# WrestleMania 37
WrestleMania 37 — тридцать седьмая по счёту WrestleMania, PPV-шоу производства WWE. Шоу проходило в течение двух дней — 10 и 11 апреля 2021 года на стадионе Raymond James в Тампе, Флорида. После слияния WWE Network с Peacock в США в марте 2021 года, WrestleMania 37 стала первым крупным событием WWE, которое американские подписчики могли смотреть только через канал WWE Network на Peacock. Ведущими мероприятия выступили члены Зала славы WWE Халк Хоган и Тайтус О’Нил.
Первоначально шоу должно было состояться 28 марта 2021 года на стадионе SoFi в Инглвуде, Калифорния; однако из-за ограничений, вызванных пандемией COVID-19 в Калифорнии WWE перенесла мероприятие в Тампу, чтобы провести шоу со зрителями. В результате это событие стало первым случаем, когда WWE продала билеты фанатам на мероприятие во время пандемии COVID-19, хотя и в ограниченном количестве; последним событием WWE, на которое фанаты получили билеты, был NXT 11 марта 2020 года, незадолго до вступления в силу ограничений, связанных с пандемией.
Шоу состояло из 14 матчей, которые были равномерно распределены между двумя дня. В главном событии первого дня Бьянка Белэр победила Сашу Бэнкс и выиграла титул чемпиона WWE SmackDown среди женщин. В главном событии второго дня Роман Рейнс победил Дэниела Брайана и Эджа и сохранил титул чемпиона Вселенной WWE.
Это была первая WrestleMania с 2002 года, в которой ни в каком качестве не участвовал Джон Сина, и первая с 2012 года, в которой не участвовал Брок Леснар.

## Результаты
| №                             | Результат | Условия                                                                         | Продолжительность |
| ----------------------------- | --- | ------------------------------------------------------------------------------- | ----------------- |
| 1                             | Бобби Лэшли (c) (с MVP) победил Дрю Макинтайра                                                                | Одиночный матч за титул чемпиона WWE                                            | 18:20             |
| 2                             | Наталья и Тамина победили Лану и Наоми, Билли Кей и Камеллу, Дану Брук и Мэнди Роуз, Лив Морган и Руби Райотт | Командный матч за претендентство на титулы командных чемпионов WWE среди женщин | 14:15             |
| 3                             | Сезаро победил Сета Роллинса                                                                                  | Одиночный матч                                                                  | 11:35             |
| 4                             | Эй Джей Стайлз и Омос победили «Новый день» (Кофи Кингстон и Ксавье Вудс) (c)                                 | Командный матч за титул командных чемпионов WWE Raw                             | 9:45              |
| 5                             | Брон Строумэн победил Шейна Макмэна                                                                           | Матч в стальной клетке                                                          | 11:25             |
| 6                             | Бэд Банни и Дамиан Прист победили Миза и Джона Моррисона                                                      | Командный матч                                                                  | 15:05             |
| 7                             | Бьянка Белэр победили Сашу Бэнкс (c)                                                                          | Одиночный матч за титул чемпиона WWE SmackDown среди женщин                     | 17:15             |
| (c) — чемпион на начало матча | |                                                                                 |                   |

| №                             | Результат                                                                     | Условия                                                       | Продолжительность |
| ----------------------------- | ----------------------------------------------------------------------------- | ------------------------------------------------------------- | ----------------- |
| 1                             | Рэнди Ортон победил Изверга (с Алексой Блисс)                                 | Одиночный матч                                                | 5:50              |
| 2                             | Ная Джекс и Шейна Бэйзлер (c) победили Наталью и Тамину                       | Командный матч за титулы командных чемпионов WWE среди женщин | 14:20             |
| 3                             | Кевин Оуэнс победил Сами Зейна (с Логаном Полом)                              | Одиночный матч                                                | 9:20              |
| 4                             | Шеймус победил Риддла (c)                                                     | Одиночный матч за титул чемпион Соединённых Штатов WWE        | 10:50             |
| 5                             | Аполло Крюс победил Биг И (c)                                                 | Одиночный матч за титул интерконтинентального чемпиона WWE    | 6:50              |
| 6                             | Реа Рипли победила Аску (c)                                                   | Одиночный матч за титул чемпиона WWE Raw среди женщин         | 13:30             |
| 7                             | Роман Рейнс (c) (с Джеем Усо и Полом Хейманом) победил Эджа и Дэниела Брайана | Матч «Тройная угроза» за титул чемпиона Вселенной WWE         | 22:40             |
| (c) — чемпион на начало матча |                                                                               |                                                               |                   |